# Enzo Mari (hockeista su pista)
Enzo Mari (Trieste, 26 giugno 1939) è un ex hockeista su pista italiano.

## Carriera

### Club
Ha giocato con la Triestina vincendo quattro scudetti. Ha modernizzato la tecnica del portiere utilizzando per primo una maschera, che allora lo faceva assomigliare a Belfagor. Nel 2010 Mari ripresenta una squadra hockeistica di Trieste, partecipando al campionato di serie B con l'A.S. Edera, ma l'esperienza termina nel 2012.

### Nazionale
In azzurro ha partecipato a tre Campionati Mondiali e a quattro Europei, alla Coppa Latina e a tornei internazionali. Nel 1964 ha giocato nella rappresentativa del Resto del Mondo in una partita contro la Spagna.

## Palmarès

### Giocatore

#### Club
- Campionato italiano: 4

Triestina: 1962, 1963, 1964, 1967